# قطة شرودنغر في الثقافة الشعبية
قطة شرودنغر هي تجربة فكرية، توصف عادة بالمفارقة، ابتكرها الفيزيائي النمساوي إرفين شرودنغر في عام 1935. وهي توضح ما رآه مشكلة تفسير كوبنهاغن لميكانيكا الكم، المطبق على الأشياء اليومية. تقدم التجربة الفكرية قطة قد تكون حية أو ميتة، اعتمادًا على حدث عشوائي سابق. في سياق تطوير هذه التجربة، صاغ مصطلح (التشابك).